# Mina jądrowa

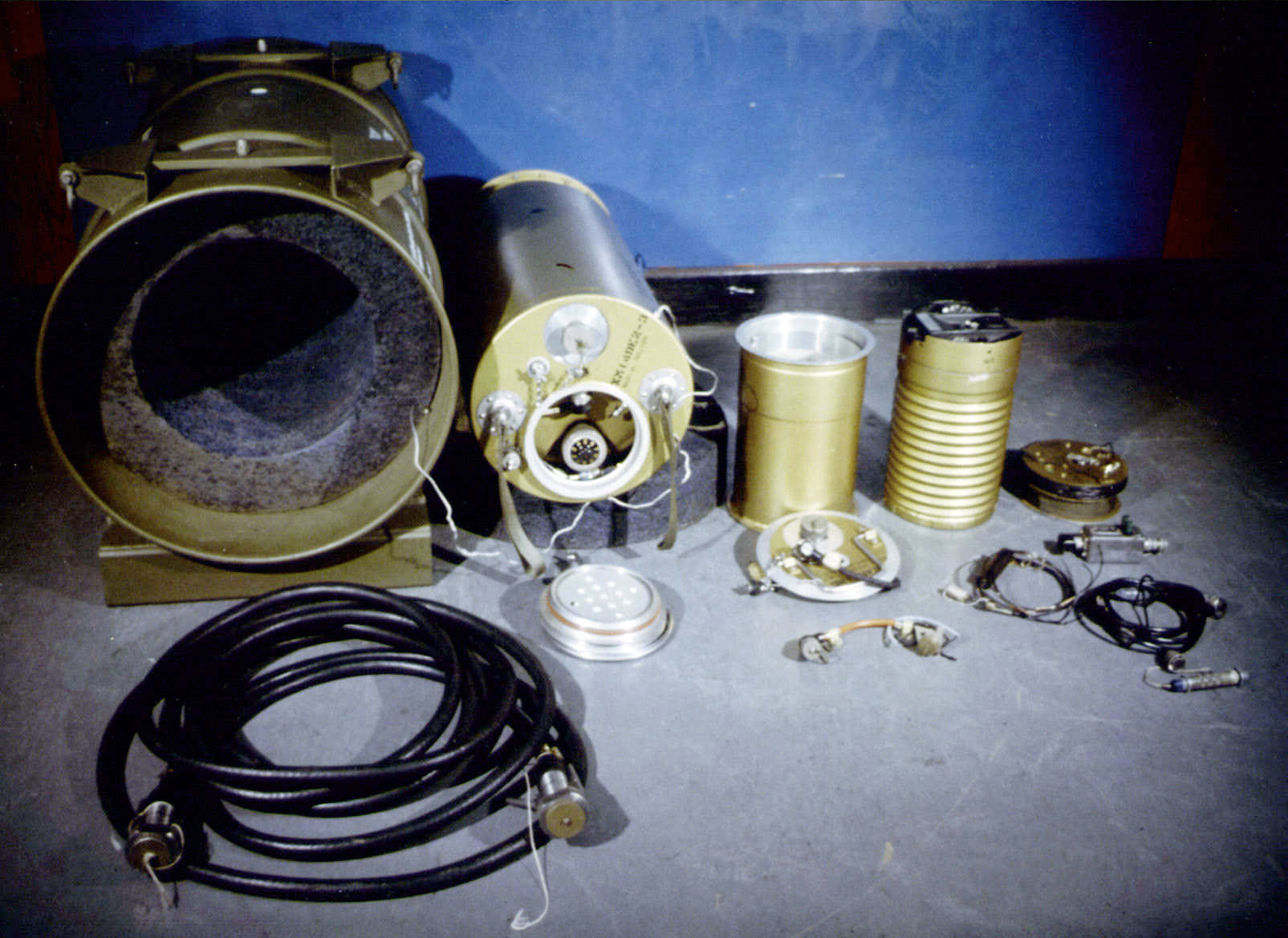
Amerykańska mina jądrowa MADM

Mina jądrowa – urządzenie do użycia jako mina z ładunkiem jądrowym o mocy od 0,01 do kilkudziesięciu kiloton TNT. Jest przeznaczona do niszczenia infrastruktury i ważnych obiektów (drogi, mosty, zapory). Miny jądrowe umieszcza się w przygotowanych wcześniej komorach jądrowych lub w studniach gospodarczych, piwnicach czy przepustach pod drogami.